# Las tres luces
Las tres luces (título original en alemán: Der müde Tod, en español: La muerte cansada) es una película muda expresionista alemana de 1921 dirigida por Fritz Lang.

## Trama
"En algún momento y en algún lugar", una pareja de enamorados está en una posada donde coinciden con un desconocido misterioso (Bernhard Goetzke), quien resulta ser la muerte. El novio (Walter Janssen) desaparece y la novia (Lil Dagover) lo busca, hasta que se da cuenta de que se lo llevó la muerte. Esta le muestra tres velas (vidas) a punto de extinguirse y le explica que solo podrá recuperar a su amado si logra salvar alguna de ellas. Estas tres historias, interpretadas por los mismos actores, tendrán lugar en "La ciudad de los fieles" durante el Ramadán, en el carnaval de Venecia y en la antigua China imperial.

## Influencias
La Segunda Historia que transcurre en el Carnaval de Venecia está retitulada como Madonna Fiammetta en clara alusión a la obra Elegia di Madonna Fiammetta, de Bocaccio
En Estados Unidos, la película se estrenó con casi tres años de retraso el 6 de julio de 1924. Douglas Fairbanks había comprado los derechos, pero no para la distribución. Copió algunos trucos para su película El ladrón de Bagdad.
En una entrevista concedida en 1970, declaraba el autor:

«Douglas Fairbanks, el viejo, la compró [Las tres luces] por 8.000 dólares y copió todo —pero naturalmente cincuenta mil veces mejor— en El ladrón de Bagdad. Tenían departamentos de trucajes. Tenían dinero. Nosotros teníamos que hacer todos nuestros trucos por nosotros mismos —en la cámara, en el plató—, nada en el laboratorio».

Esta película influyó en la trayectoria artística de Luis Buñuel, quien dijo que la película "abrió mis ojos a la poética expresividad del cine. En una entrevista con François Truffaut, Alfred Hitchcock mencionó que la película le había impresionado.
Según Robert Cashill de Cineaste, la interpretación de Bernhard Goetzke como la muerte tuvo una influencia en El séptimo sello de Ingmar Bergman.